# Johann Brunner (Bildhauer)
Johann Brunner (* 29. November 1958 in Surberg) ist ein deutscher Bildhauer und Maler. Vor seiner akademischen Ausbildung zum Bildhauer erlernte er die Handwerksberufe Mosaizist, Kunstglaser und Glasmaler.

## Leben und Ausbildung
Johann Brunner kam als Sohn einer Handwerker- und Bauernfamilie in der Gemeinde Surberg bei Traunstein zur Welt. Er besuchte das Chiemgau Gymnasium Traunstein und das Privatgymnasium Schloss Stein, 1979 machte er Abitur.
1980 begann er eine Lehre als Mosaizist bei der Mayer’schen Hofkunstanstalt in München. Er wirkte an Auftragsarbeiten, u. a. einem kalligraphischen Mosaik für eine Moschee in Riad, mit. Um das Kunsthandwerk zu erlernen, fertigte er Kopien klassischer, figuraler Mosaike aus Ravenna, Rom und Pompeji an. Zeitgenössische Mosaikmuster führte er unter anderem für Ludwig Schaffrath und Brian Clarke aus.
In Hannover montierte er zusammen mit Hubert Distler dessen Glasfenster in der Gustav-Adolf-Kirche. Zur Gestaltung der Onyxfenster für die Apsis der expressionistischen Kirche St. Johann Baptist mit dem Künstler Reinhold Grübl wurde Brunner mit der Umsetzung beauftragt. Er arbeitete an der Rekonstruktion und Montage der Fenster des Berliner Flughafens Tempelhof mit Städtebildern. Unter den Künstlern, für die er Werke realisiert hat, befinden sich José Rincón Mora, Hans Gottfried von Stockhausen, Blasius Spreng, Johannes Schreiter und Josef Oberberger. Im Jahr 1982 schloss er seine Lehre mit Auszeichnung ab.
Nach seiner Freisprechung nahm er ein Studium an der Akademie der Bildenden Künste München bei Eduardo Paolozzi auf. Von 1986 bis 1989 war er Meisterschüler Paolozzis. Wiederkehrende Motive Brunners sind in dieser Zeit Bienenwaben, Labyrinthe und virtuelle Siedlungen. Um das Jahr 1986 führte Brunner eine Studienreise nach Peru und Bolivien durch. Im Jahr 1988 widmete er sich bei einem Studienaufenthalt in Carrara der Steinbildhauerei. Ein Jahr später erwarb er das Diplom und wurde mit dem Debütantenpreis ausgezeichnet.

## Werk
Im Jahr 1990 wurde Johann Brunner mit einem Stipendium des Ministeriums für Wissenschaft und Kunst gefördert und legte den Grundstein für die Selbständigkeit als freischaffender Bildhauer und Maler sowie im Kunstgewerbe. In diesem Bereich widmet er sich der Gestaltung liturgischer  Einrichtungen und Geräte, wie Altäre, Ambonen oder Sedilien sowie dem Entwurf von Kirchenfenstern und der Rekonstruktion von Wandmalerei.

### Kunstgewerbe und Restauration (Auswahl)
Er war an der Restaurierung der manieristischen Wandmalereien aus dem 16. Jahrhundert in der Walburgiskapelle in Klosterseeon beteiligt, die zwischen 2002 und 2006 durchgeführt wurde.
Die romanische Kirche St. Ulrich im Ortsteil Ainau von Geisenfeld aus der Zeit um 1220/1230 wurde im Zuge der statischen Sicherung des Bauwerks nach schwerwiegenden Schäden aufwändig restauriert. Johann Brunner gestaltete die drei farbigen Fenster der Apsis und führte die Glasscheiben dafür selbst aus. Er kombinierte für jedes dieser Fenster je drei in klassischer Technik bemalte Glasscheiben hintereinander liegend zum Verbund.
Der Altar für die Wallfahrtskirche der Epileptiker St. Valentin in Marzoll wurde von Johann Brunner um das Jahr 2010 aus Untersberger Marmor geschaffen.

### Porträtarbeiten (Auswahl)
- Wolfgang Menger, Bronzeguss: Foyer des Thalassozentrums auf Norderney (2006).[5]
- Benedikt XVI., Bronzeguss: Vorplatz zu dessen Primizkirche St. Oswald (2007).
- Edith Stein, Laaser Marmor: Walhalla bei Donaustauf (2009).
- Max Planck, Laaser Marmor: Walhalla bei Donaustauf (2022).[6]

### Lehre
Johann Brunner gehört dem Lehrkörper der Kunstakademie Bad Reichenhall an.

## Galerie

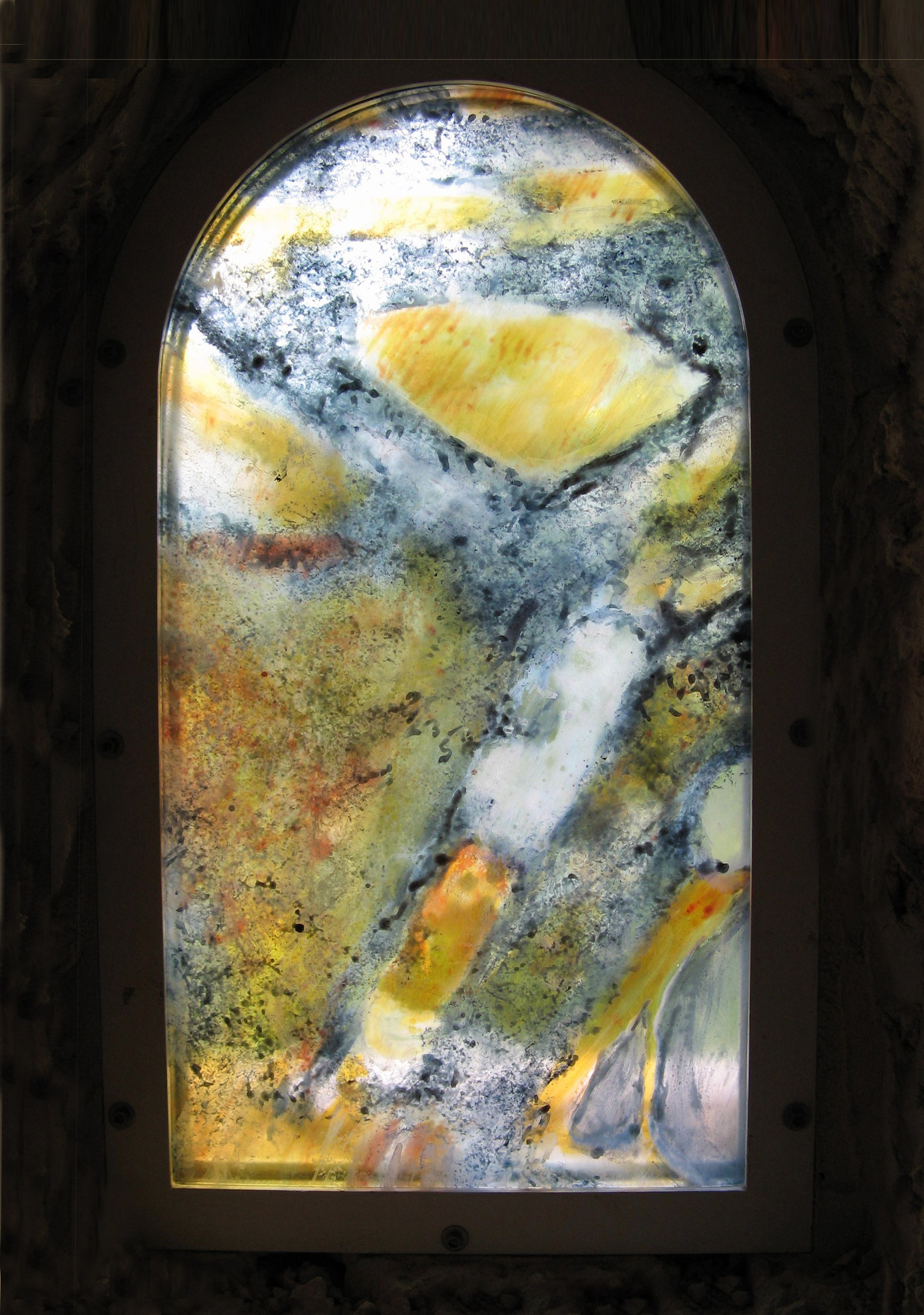
Nordfenster der Apsis von St. Ulrich (Ainau)
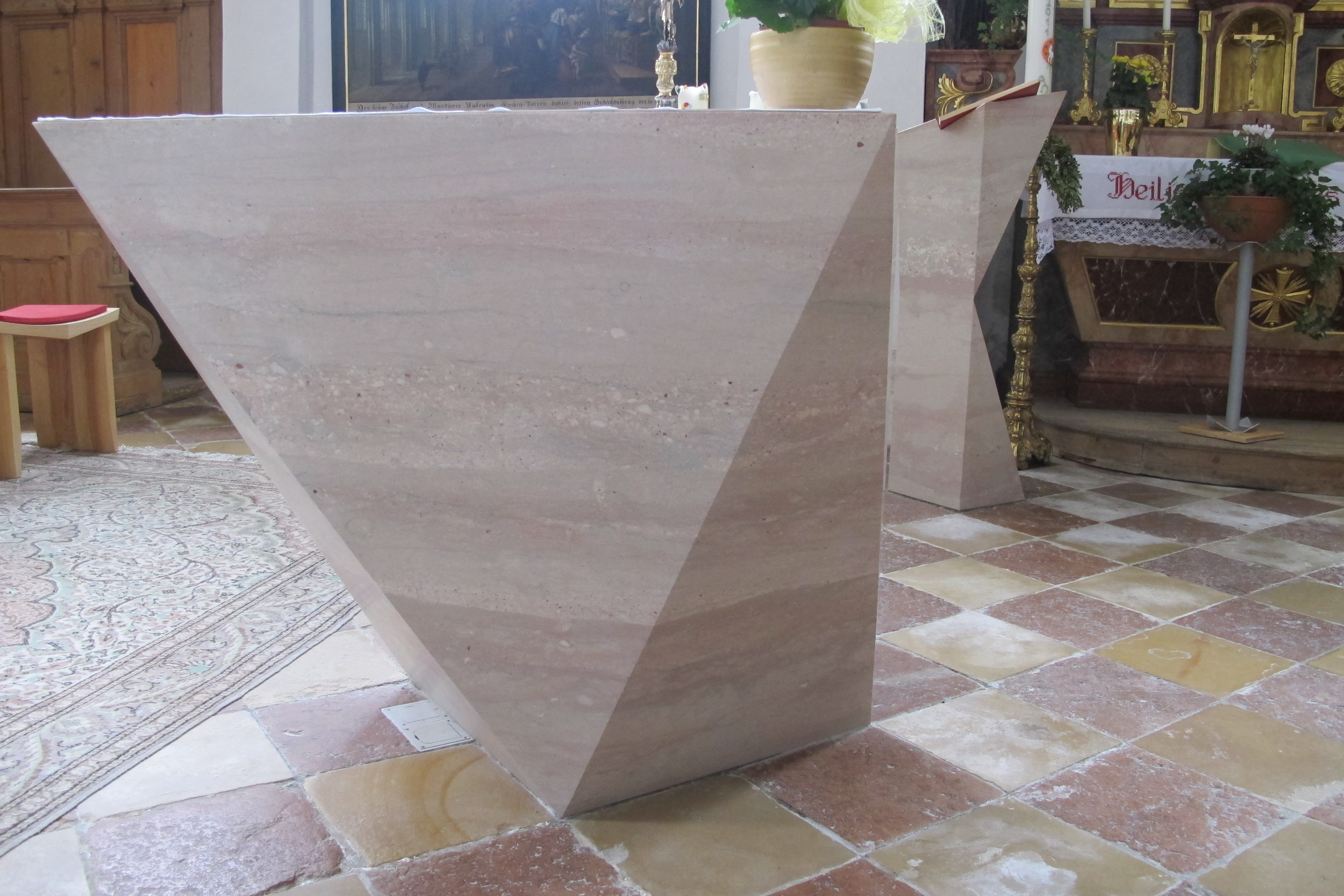
Altar in St. Valentin, Nordseite (Marzoll)
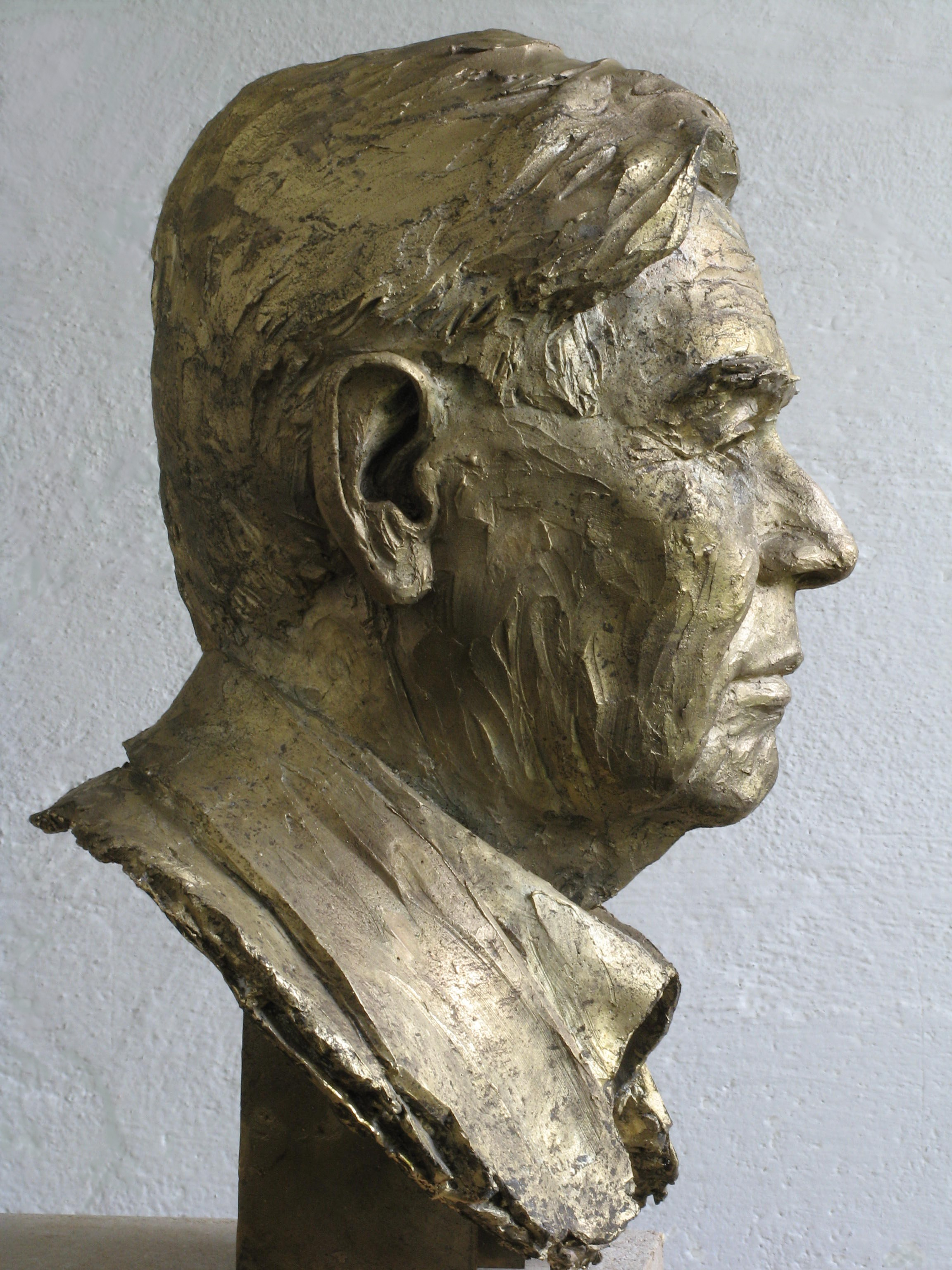
Wolfgang Menger, Porträtbüste Bronzeguss (Norderney)
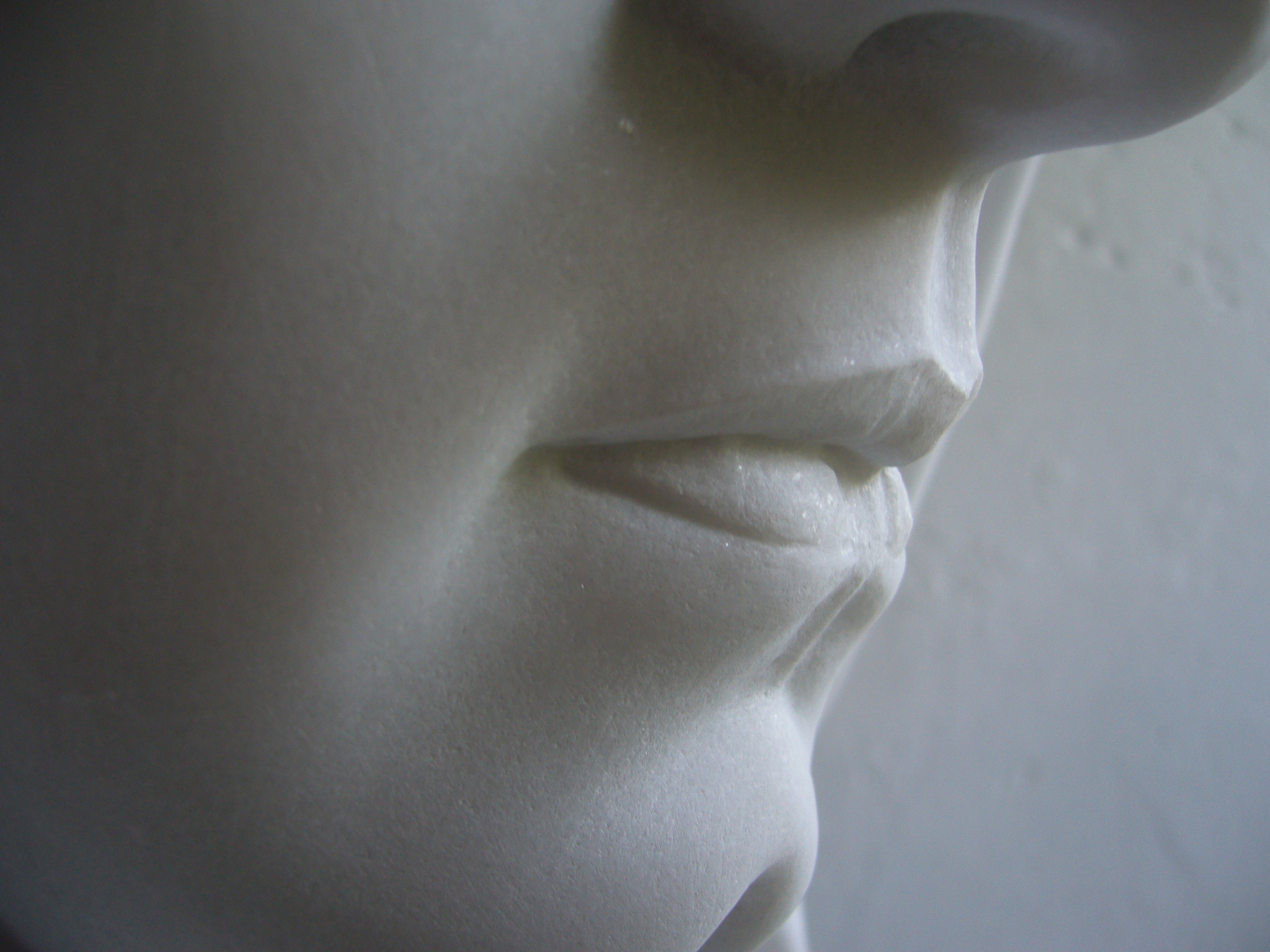
Edith Stein, Porträtbüste Marmor, Detail der Lippen (Walhalla)
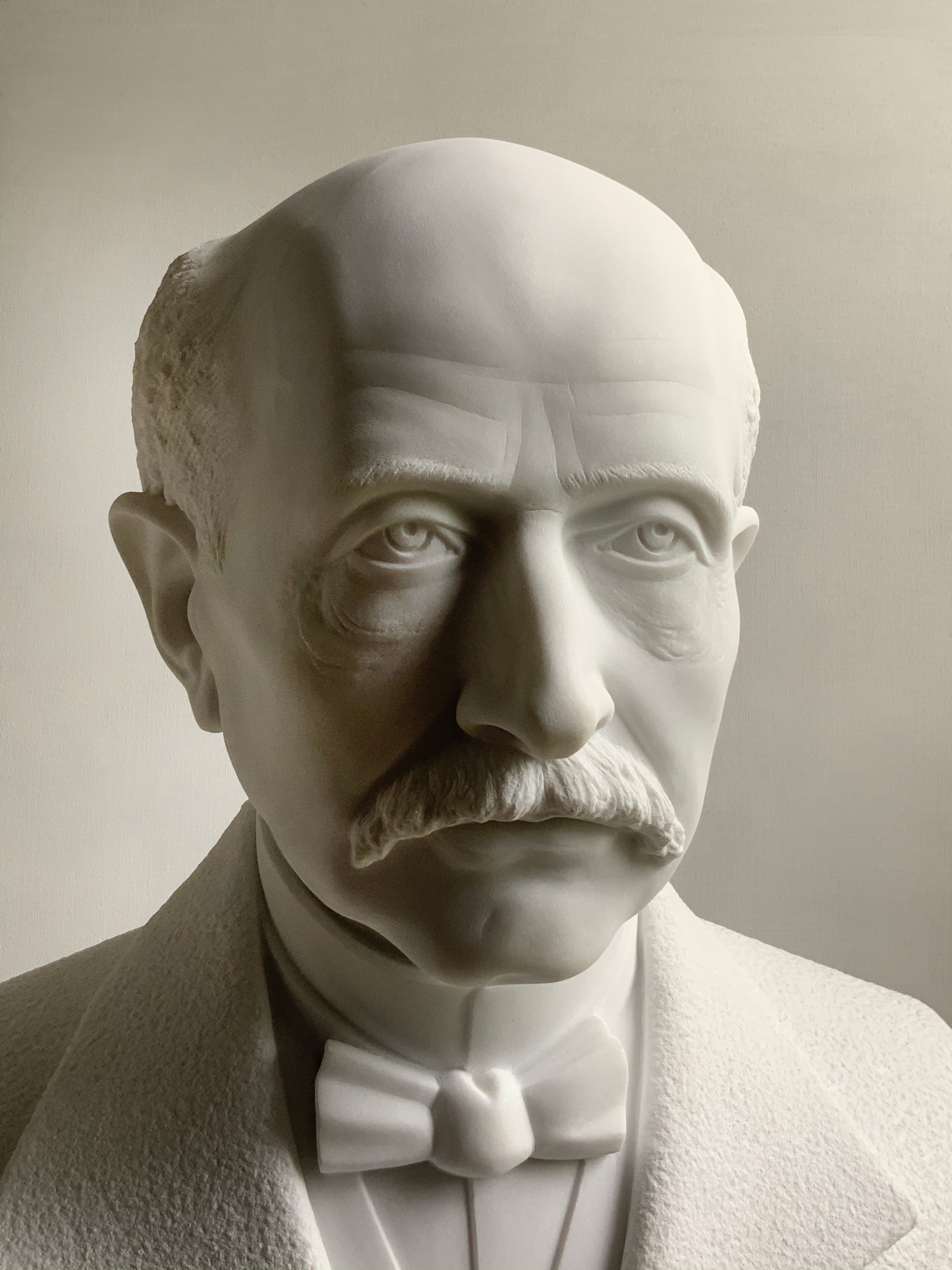
Max Planck, Porträtbüste Marmor, Ausschnitt (Walhalla)

## Ausstellungen (Auswahl)
- 1987: Galerie am Maxwehr, Skulp, Landshut
- 1989. Moderne Galerie Saarbrücken, Bundeswettbewerb
- 1988–1989. Glyptothek  München, Unter Helden und Göttern
- 1989. Rhenaniahalle  Köln, Nebeneinander Gegenüber
- 1990. Galerie der Künstler, München,Die ersten Jahre der Professionalität IX
- 2012. Städtische Galerie Traunstein, Bibliomania